# Lake Hayes
Lake Hayes ist ein kleiner See im Wakatipu Basin in Central Otago auf der Südinsel Neuseelands. Er liegt nahe den Orten Arrowtown und Queenstown. Der State Highway 6 führt an seiner Südseite entlang.
Der See hieß ursprünglich Hays Lake nach dem Australier D. Hay, der 1859 auf der Suche nach Land für die Schafzucht in das Gebiet kam. Später kam der Name Lake Hayes auf, da man seine Entdeckung irrtümlich einem ortsansässigen Original namens Captain "Bully" Hayes zuschrieb.
Der See litt seit 2006 unter Algenblüten durch die heimische Alge Ceratium hirundinella, die sein Wasser braun färbten. 2009 gab es keine Algenblüte mehr, Wissenschaftler führen dies auf das Auftreten des in Neuseeland nicht heimischen Wasserflohs Daphnia pulex im See zurück.